# Marie Doro
Marie Doro, född 25 maj 1882 i Duncannon, Pennsylvania, USA, död 9 oktober 1956 i New York, var en amerikansk skådespelerska under stumfilmseran.

## Filmografi
- The Morals of Marcus (1915)
- The White Pearl (1915)
- The Wood Nymph (1916)
- Diplomacy (1916)
- The Heart of Nora Flynn (1916)
- Common Ground (1916)
- The Lash (1916)
- Oliver Twist (1916)
- Lost and Won (1917)
- Castles for Two (1917)
- Heart's Desire (1917)
- 12.10 (1919)
- Midnight Gambols (1919)
- The Mysterious Princess (1920)
- Il colchico e la rosa (1921)
- The Stronger Passion (1921)
- Sister Against Sister (1923)
- Sally Bishop (1924)